# Azio
Azio od Actio (in greco antico: Ἄκτιον?; in latino Actium) era l'antico nome di un promontorio della Grecia occidentale nell'Acarnania nordoccidentale, passato alla storia per lo scontro navale tra le forze di Cesare Ottaviano e quelle di Marco Antonio, decisivo per le sorti della guerra civile romana.

Mappa della battaglia di Azio.

## Ubicazione
Azio si trova all'imbocco del golfo di Arta, nel lato meridionale. È opposta a Nicopoli d'Epiro, città costruita da Augusto in seguito alla vittoria, a nord dello stretto.

## Storia
Azio apparteneva ai coloni corinzi di Anactorium, che probabilmente istituirono il culto di Apollo e i giochi di Actia; nel III secolo a.C. cadde nelle mani degli Acarnaniani, che in seguito tennero qui i loro sinodi.
Actium diede il nome alla famosa battaglia che vide la decisiva vittoria di Cesare Ottaviano su Marco Antonio (2 settembre 31 a.C.). La battaglia decise la questione del dominio universale romano.
Il campo dei soldati di Marco Antonio fu posto ad Azio, mentre quello di Augusto dove sarebbe sorta Nicopoli. La battaglia fu vinta dall'ammiraglio di Ottaviano, Agrippa, che, quando lo scontro durava già da diverse ore senza esito decisivo, effettuò una rapida manovra che portò alla fuga di Cleopatra con le sue galee, seguita poi da Antonio. Abbandonata dal proprio comandante, la flotta si arrese, e altrettanto fece l'esercito dopo aver atteso per sette giorni il suo ritorno.
Sul promontorio esisteva un antico tempio di Apollo Actius, che fu ampliato da Augusto per celebrare la Battaglia di Azio, che, sempre per lo stesso motivo, istituì i giochi quinquennali conosciuti come Actia o Ludi Actiaci.
La località oggi ospita l'aeroporto militare di Aktio, gestito dalla NATO.